# Parrocchie civili del Wiltshire
Questa è una lista delle parrocchie civili del Wiltshire, Inghilterra.

## Kennet
- Aldbourne
- All Cannings
- Alton
- Avebury
- Baydon
- Beechingstoke
- Berwick Bassett
- Bishops Cannings
- Broad Hinton
- Bromham
- Burbage
- Buttermere
- Charlton
- Cheverell Magna
- Cheverell Parva
- Chilton Foliat
- Chirton
- Chute
- Chute Forest
- Collingbourne Ducis
- Collingbourne Kingston
- Devizes
- Easterton
- East Kennett
- Easton Royal
- Enford
- Erlestoke
- Etchilhampton
- Everleigh
- Fittleton
- Froxfield
- Fyfield
- Grafton
- Great Bedwyn
- Ham
- Huish
- Little Bedwyn
- Littleton Panell
- Ludgershall
- Manningford
- Marden
- Market Lavington
- Marlborough
- Marston
- Mildenhall
- Milton Lilbourne
- Netheravon
- North Newnton
- Ogbourne St Andrew
- Ogbourne St George
- Patney
- Pewsey
- Potterne
- Poulshot
- Preshute
- Ramsbury
- Roundway
- Rowde
- Rushall
- Savernake
- Seend
- Shalbourne
- Stanton St Bernard
- Stert
- Tidcombe and Fosbury
- Tidworth
- Upavon
- Urchfont
- West Lavington
- West Overton
- Wilcot
- Wilsford
- Winterbourne Bassett
- Winterbourne Monkton
- Woodborough
- Wootton Rivers
- Worton

## North Wiltshire
- Ashton Keynes
- Biddestone
- Box
- Braydon
- Bremhill
- Brinkworth
- Broad Town
- Brokenborough
- Calne
- Calne Without
- Castle Combe
- Charlton
- Cherhill
- Chippenham
- Chippenham Without
- Christian Malford
- Clyffe Pypard
- Colerne
- Compton Bassett
- Corsham
- Cricklade
- Crudwell
- Dauntsey
- Easton Grey
- Great Somerford
- Grittleton
- Hankerton
- Heddington
- Hilmarton
- Hullavington
- Kington Langley
- Kington St. Michael
- Lacock
- Langley Burrell Without
- Latton
- Lea and Cleverton
- Leigh
- Little Somerford
- Luckington
- Lydiard Millicent
- Lydiard Tregoze
- Lyneham and Bradenstoke
- Malmesbury
- Marston Maisey
- Minety
- Nettleton
- North Wraxall
- Norton
- Oaksey
- Purton
- St Paul Malmesbury Without
- Seagry
- Sherston
- Sopworth
- Stanton St Quintin
- Sutton Benger
- Tockenham
- Wootton Bassett
- Yatton Keynell

## Salisbury
- Alderbury
- Allington
- Alvediston
- Amesbury
- Ansty
- Barford St Martin
- Berwick St James
- Berwick St. John
- Berwick St. Leonard
- Bishopstone
- Bowerchalke
- Britford
- Broad Chalke
- Bulford
- Burcombe Without
- Chicklade
- Chilmark
- Cholderton
- Clarendon Park
- Compton Chamberlayne
- Coombe Bissett
- Dinton
- Donhead St. Andrew
- Donhead St. Mary
- Downton
- Durnford
- Durrington
- East Knoyle
- Ebbesbourne Wake
- Figheldean
- Firsdown
- Fonthill Bishop
- Fonthill Gifford
- Fovant
- Great Wishford
- Grimstead
- Hindon
- Idmiston
- Kilmington
- Landford
- Laverstock
- Maiden Bradley with Yarnfield
- Mere
- Milston
- Netherhampton
- Newton Tony
- Odstock
- Orcheston
- Pitton and Farley
- Quidhampton
- Redlynch
- Sedgehill and Semley
- Shrewton
- South Newton
- Stapleford
- Steeple Langford
- Stourton with Gasper
- Stratford Tony
- Sutton Mandeville
- Swallowcliffe
- Teffont
- Tilshead
- Tisbury
- Tollard Royal
- West Dean
- West Knoyle
- West Tisbury
- Whiteparish
- Wilsford cum Lake
- Wilton
- Winterbourne
- Winterbourne Stoke
- Winterslow
- Woodford
- Wylye
- Zeals

## Swindon
- Bishopstone
- Blunsdon St Andrew
- Castle Eaton
- Chiseldon
- Covingham
- Hannington
- Haydon Wick
- Highworth
- Inglesham
- Liddington
- South Marston
- Stanton Fitzwarren
- Stratton St Margaret
- Wanborough
- Wroughton

## West Wiltshire
- Atworth
- Bishopstrow
- Boyton
- Bradford on Avon
- Bratton
- Brixton Deverill
- Broughton Gifford
- Bulkington
- Chapmanslade
- Chitterne
- Codford
- Corsley
- Coulston
- Dilton Marsh
- Edington
- Great Hinton
- Heytesbury
- Heywood
- Hilperton
- Holt
- Horningsham
- Keevil
- Kingston Deverill
- Knook
- Limpley Stoke
- Longbridge Deverill
- Melksham
- Melksham Without
- Monkton Farleigh
- North Bradley
- Norton Bavant
- Semington
- Sherrington
- Southwick
- South Wraxall
- Staverton
- Steeple Ashton
- Stockton
- Sutton Veny
- Trowbridge
- Upton Lovell
- Upton Scudamore
- Warminster
- West Ashton
- Westbury
- Westwood
- Wingfield
- Winsley